# Velibor Topić
Velibor Topić (Mostar, 1970.) je bosanskohercegovački filmski, televizijski i kazališni glumac.

## Životopis
Rođen je 1970. godine u Mostaru gdje je bio član Teatra Lik. Glumu je studirao na Akademiji scenskih umjetnosti u Sarajevu. U Sarajevu je proveo cijeli rat, a od 1996. živi i radi u Londonu.
S Mirom Barnjakom i Slavenom Knezovićem jedan je od prvih pokretača manifestacije Dani filma Mostar koja kasnije prerasta u Mostarski filmski festival.

## Filmografija

### Televizijske uloge
- "Počivali u miru" kao Igla (2017.)
- "Čista ljubav" kao Dominik Orešković (2017. – 2018.)
- "Suspects" kao Marek Wojnar/Marek (2014. – 2015.)
- "Granice zločina" kao Kasun Agosta (2015.)
- "Vera" kao Milosh Beqiri (2015.)
- "Igra" kao KGB Hood (2014.)
- ""Da Vincijevi demoni" kao Mihail (2013.)
- "Vrhunski prevaranti" kao Charlie (2010.)
- "The Bill" kao Kreshnik Berisha/Slawomir Zelazny/Ion Goga  (1999. – 2009.)
- "Holby Blue" kao Neculai Stenga (2007.)
- "Coming Up" kao Ilya (2006.)
- "Holby City" kao Mirko Kovačević (2006.)
- "Rose and Maloney" kao Malek Dimitriev (2005.)
- "Silent Witness" kao Chric Pivcevic (2005.)
- "William and Mary" kao Bogdan (2004.)
- "Prime Suspect 6: The Last Witness" kao Dušan Žigić (2003.)
- "The Vice" kao Riccardo (2003.)
- "Messiah 2: Vengeance Is Mine" kao Davor Pasović (2003.)
- "Nepokolebljivi" kao Boban Haradić (2002.)
- "Randall & Hopkirk (Deceased)" kao vozač (2001.)
- "Always and Everyone" kao Savo (2001.)
- "As If" kao Cabbie (2001.)
- "Masterpiece Theatre" kao gospodin Szczepansky (2000.)
- "Casualty" kao Andrei Dimitriov (1999.)
- "Taggart" kao Alexei Kianovich (1997.)

### Filmske uloge
- "Mrtve ribe" kao Dragan (2017.)
- "The White Room" kao Mak (2016.)
- "Izdajnik po našem ukusu" kao Emilio Del Oro  (2016.)
- "Convenience" kao Ivan (2015.)
- "The Healer" kao Mak (2015.)
- "Never Let Go" kao Vladislav (2015.)
- "Kingsman: The Secret Service" kao Big Goon (2014.)
- "The Smoke" kao Dmitri (2014.)
- "Flim: The Movie" kao Vuk (2014.)
- "Moj grijeh" kao Milan (2014.)
- "Ambassadors" kao Svecko (2014.)
- "Savjetnik" kao Sedan Man (2013.)
- "Outpost: Rise of the Spetsnaz" kao Arkadi (2013.)
- "St George's Day" kao albanski razbojnik (2012.)
- "Djeca" kao Mirsad Melić (2012.)
- "Londonski bulevar" kao Storbor (2010.)
- "Thorne: Scaredycat" kao Pavel (2010.)
- "Robin Hood" kao Belvedere (2010.)
- "Sharpeov zadatak " kao Dragomirov (2008.)
- "The Englishman" kao Henry (2007.)
- "Živi i mrtvi" kao Vijali (2007.)
- "Svi zajedno" kao Bob Music (2007.)
- "Provala" kao Vlado (2006.)
- "Cargo" kao Branko (2004.)
- " La sirène rouge " kao  (2002.)
- "Bodywork" kao Rudi Scott  (2001.)
- "Zdrpi i briši" kao Rus (2000.)
- "Police 2020" kao Mikki Ostrovsky  (1997.)
- "Svetac" kao Skinhead (1997.)

## Vanjske poveznice
- Velibor Topić u internetskoj bazi filmova IMDb-u (engl.)